# Lendakaris Muertos
Lendakaris Muertos es una banda de punk navarra procedente de Pamplona (Navarra). Se caracterizan por un punk ortodoxo, gran velocidad, temas muy cortos, coros continuos y letras irónicas que combinan humor y crítica para tratar temas sociales y políticos del País Vasco, Navarra y del resto de España. El nombre de la banda está inspirado en el grupo estadounidense de hardcore punk Dead Kennedys, cuyo sencillo "Too drunk to fuck" ha sido versionado por la banda en la canción "Demasiado ciego para follar", del disco autotitulado Lendakaris Muertos.

## Trayectoria
El grupo nace a principios de 2004 formado por los hermanos Aitor y Asier en la voz y la guitarra respectivamente, Txema en el bajo e Iñakí en la batería.
A los cinco meses de vida, en el mes de junio de 2004, graban su primera maqueta con Iker Piedrafita, de Dikers, y la publican para descarga gratuita en su propia web. Las continuas actuaciones por gaztetxes y el boca a boca logran que haya más de 20.000 descargas de canciones como Gora España, Gafas de pasta, El problema Vasco o Veteranos de la Kale Borroka. Al final del verano de 2004 Iñaki deja la banda y se incorpora a la batería Potxeta.
Firman por la discográfica GOR Discos y editan en febrero de 2005 una versión renovada de la demo a la que añaden 11 temas nuevos. La maqueta es retirada parcialmente de la web por temas legales, lo cual generó algunas críticas por parte de seguidores que preferían la opción copyleft de los inicios. 

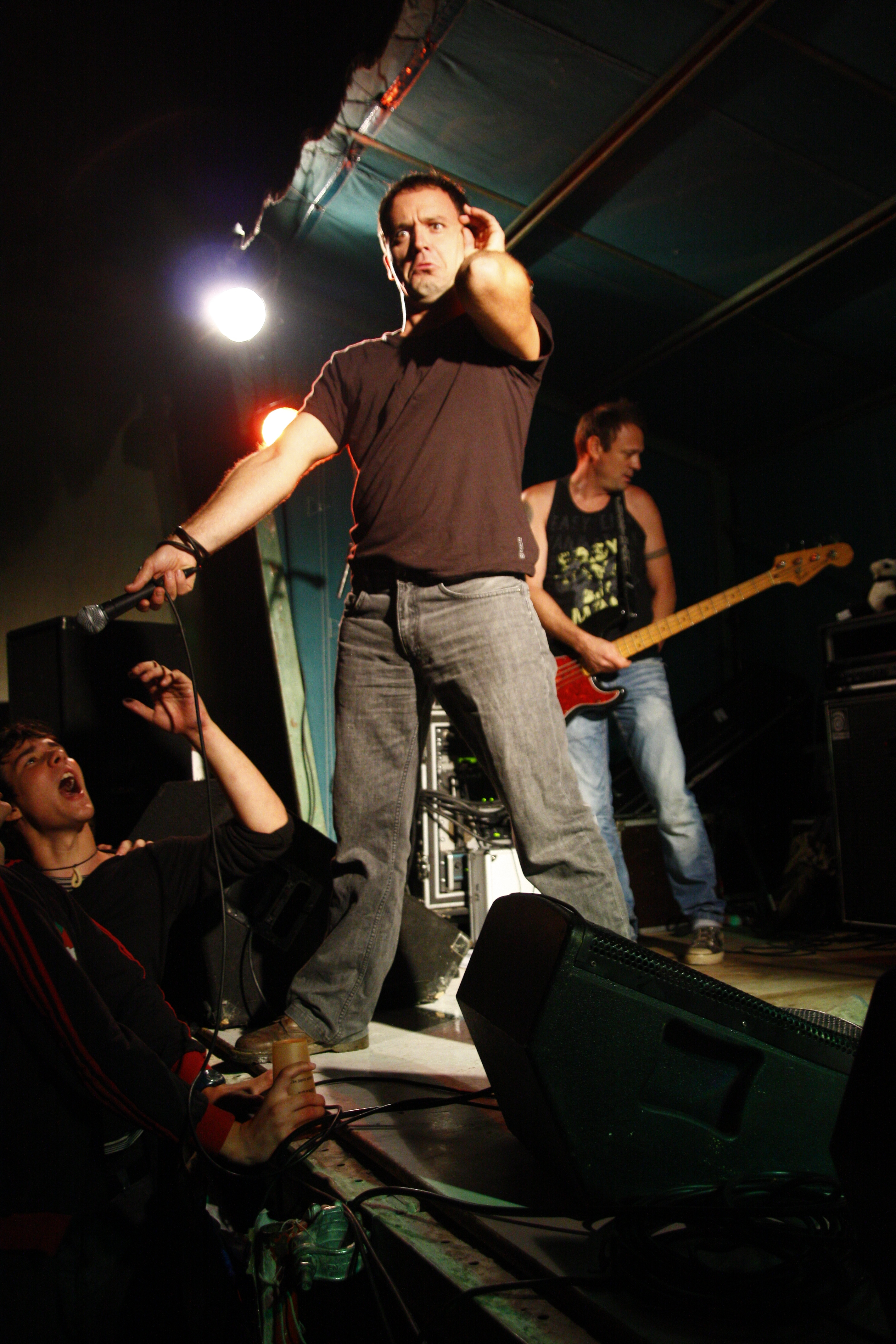
Aitor Ibarretxe durante un concierto en 2009.

En mayo de 2006 editan su segundo disco también con Gor Discos, con el título de Se habla español. Dieciséis cortes en media hora de trabajo que continúa por la misma senda que iniciaran dos años antes.
En febrero de 2008 salió a la venta su tercer trabajo con el nombre de Vine, vi y me vendí, que incluye 20 canciones. En la primavera del mismo año la banda sufre la marcha del bajista Txema. Seguidamente el grupo ficha a Jokin (Tijuana in Blue) como sustituto, que además es hermano de Potxeta.
En diciembre de 2009 sacaron un disco en directo de 39 canciones y 0 punteos titulado Directo a los güevos. El álbum fue grabado en la sala Jimmy Jazz de Vitoria, los días 23 y 24 de octubre de ese año, y supuso el debut con el bajista Jokin. Seguidamente el grupo se toma un pequeño descanso en el año 2011 para la composición del cuarto álbum de estudio.
Tras un silencio de 4 años sin nuevo material de estudio, el 29 de febrero de 2012, el grupo publica su cuarto álbum, titulado Crucificados por el antisistema, cuyo adelanto fue la canción "Cómeme la franja de Gaza". El disco se publicó a través de la discográfica Maldito Records, y está compuesto por 17 canciones.
A finales de 2013, el grupo se toma un descanso y deja de tocar en los escenarios temporalmente, siendo en diciembre de 2013 el último concierto de la gira. Unos meses después, el cantante Aitor crea la banda Aberri Txarrak, con la que publica su disco debut en febrero de 2015.
El 8 de octubre de 2015, tras casi dos años sin dar conciertos, el grupo emite un comunicado oficial que confirma su regreso a los escenarios a principios de 2016. Además entra en la banda el guitarrista Joxemi (Ska-P, No-Relax) para cubrir el puesto de Asier, el cual deja la agrupación. Seguidamente comienzan a grabar un nuevo disco, que se publica el 12 de febrero de 2016 bajo el nombre de  Cicatriz en la matrix, acompañado de un DVD con varios temas en directo.
Durante agosto de 2017 realizan una gira por el continente americano, visitando Los Ángeles, San Diego, Tijuana, Cuernavaca, Ciudad de México, Bogotá, Valparaíso, Santiago de Chile y Buenos Aires. Durante esta gira (denominada "PandAmericana Tour") crean y graban su nuevo disco titulado Podrán cortar la droga pero no la primavera, que se publica el 16 de noviembre de 2017, el cual es editado por un sello creado por la propia banda. 
Tras tres años de conciertos y dos discos publicados, la banda anuncia un nuevo parón indefinido después del fin de gira en enero de 2019.
La banda vuelve a estar en activo en octubre de 2019, momento en el que se une al grupo Germán como segundo guitarra de apoyo pero sin llegar a convertirse en miembro oficial. Meses más tarde, la banda comienza a trabajar en un nuevo trabajo de estudio, y a principios de 2020 se da a conocer la portada y el título del nuevo disco: "Spainkiller", aunque sin fijar una fecha de publicación. Sin embargo, la pandemia del coronavirus obliga a aplazar indefinidamente la salida del disco y a un cambio total de planes que dejaron en el aire la salida del álbum. En los meses siguientes la banda publica las canciones "No tomorrow", "Speed light" y "Amor gallinero".
En noviembre de 2020 el grupo anuncia la publicación de un maxi-single titulado "Miedo a un planeta plano vol. 1", formado por 4 canciones en las que realizan una ácida crítica de la situación vivida con la pandemia.
A principios de 2022 la banda anuncia en un comunicado que Joxemi deja la banda para centrarse en la nueva de gira de Ska-P. El mismo comunicado publica el fichaje del joven guitarrista Iván Karmona, ex guitarrista de The Guilty Brigade. En octubre de 2023 Asier, miembro fundador y compositor, regresa a la agrupación y la banda pasa a tener dos guitarristas convirtiéndose en un quinteto.
En 2024, realizaron una gira conmemorativa de los 20 años del inicio de su carrera, bajo el nombre de “XX años dándolo (casi) todo”, y editaron un disco nuevo: “Mucho asco (casi) todo”, publicado el 19 de enero.

## Miembros
Actuales
- Aitor Ibarretxe - voz (2004–2013 / 2015–presente)
- Asier Aguirre - guitarra y coros (2004–2013 / 2023–presente)
- Jokin Garaikoetxea - bajo y coros (2008–2013 / 2015–presente)
- Potxeta Ardanza - batería (2004–2013 / 2015–presente)

Anteriores
- Iñaki - batería (2004)
- Txema Garaikoetxea - bajo y coros (2004–2008)
- Joxemi Urkullu - guitarra y coros (2015–2022)
- Ivan Karmona - guitarra y coros (2022–2024)

Línea de tiempo

## Discografía
| Año  | Título                                      | Disográfica     | Formato  |
| ---- | ------------------------------------------- | --------------- | -------- |
| 2004 | Lendakaris Muertos                          | Autoeditada     | Maqueta  |
| 2005 | Lendakaris Muertos                          | GOR Discos      | CD       |
| 2006 | Se habla español                            | GOR Discos      | CD       |
| 2008 | Vine, vi y me vendí                         | GOR Discos      | CD + DVD |
| 2009 | Directo a los güevos                        | GOR Discos      | CD + DVD |
| 2012 | Crucificados por el antisistema             | Maldito Records | CD       |
| 2016 | Cicatriz en la matrix                       | Maldito Records | CD + DVD |
| 2017 | Podrán cortar la droga pero no la primavera | Qué mala patria | CD + DVD |
| 2020 | Miedo a un planeta plano vol.1              | Qué mala patria | EP       |
| 2024 | Mucho asco (casi) todo                      | Qué mala patria | CD       |